# Persona 3 Reload
Persona 3 Reload ist ein Rollenspiel des japanischen Spieleentwicklers Atlus, welches ein Remake des 2006 erschienenen Persona 3 der Persona-Serie darstellt. Es erschien im Februar 2024 für Xbox Series, Xbox One, PlayStation 5, PlayStation 4 und Microsoft Windows.

## Spielweise
Persona 3 Reload enthält Kernelemente, die aus dem ursprünglichen Persona 3 bekannt sind, wie etwa eine Mischung aus traditionellem Rollenspiel und sozialer Simulation. Das Spiel wurde mechanisch und grafisch aktualisiert, wobei Elemente aus Persona 5 verwendet wurden. Die Spieloberfläche und das Kartensystem sind so gestaltet, dass sie denen der Persona-Spiele ähnlicher sind, die nach dem ursprünglichen Persona 3 veröffentlicht wurden.
Weder die Option, eine weibliche Protagonistin aus Persona 3 Portable zu wählen, noch die Nebenhandlung „The Answer“ aus Persona 3 FES sind in der basis-Version von Reload enthalten. Letztere jedoch erschien September 2024 als Teil der Erweiterungspass-DLCs.

## Entwicklung
In einem Interview mit IGN bestätigte Persona-3-Reload-Produzent Ryota Niitsuma, dass Persona 3 Reload am Grundkonzept vom Originalspiel Persona 3 sich orientiert und deshalb keine Inhalte aus den erweiterten Versionen Persona 3 FES oder Persona 3 Portable enthält. Dennoch entgegnete Nitsuma im Interview auf die Frage nach neuen Inhalten, dass daran „gearbeitet wurde die Persona 3-Erfahrung neu zu erstellen und dass das Spiel neu aufgenommene Stimmen sowie neue Szenen und Ereignisse enthält. Außerdem ist sowohl neue als auch arrangierte Musik zum Einsatz gekommen.“
Informationen zum Spiel wurden bereits am 8. Juni 2023, drei Tage vor der geplanten Ankündigung, geleakt und ein Trailer versehentlich vom offiziellen Atlus-West-Instagram-Account, gemeinsam mit einem Persona-5-Tactica-Trailer, veröffentlicht. Am 4. Juli wurden weitere Details im Rahmen der Anime Expro 2023 veröffentlicht.
Am 23. August 2023 wurde bekanntgegeben, dass Persona 3 Reload eine weitere „Deluxe Edition“ erhalten wird.
In diesem werden kostenpflichtige DLCs angeboten sowie ein digitales Artbook und Soundtrack.

## Synchronisation
Am 12. Juni 2023 wurden die Sprecher für die Hauptfiguren der Englischen Version bekanntgegeben, welche beim Originaltitel noch nicht mitgearbeitet hatten.
| Rolle            | Englische Sprecher |
| ---------------- | ------------------ |
| Protagonist      | Aleks Le           |
| Yukari Takeba    | Heather Gonzalez   |
| Mitsuru Kirijo   | Allegra Clark      |
| Akihiko Sanada   | Alejandro Saab     |
| Junpei lori      | Zeno Robinson      |
| Aigis            | Dawn Bennett       |
| Fuka Yamagishi   | Suzie Yeung        |
| Shinjiro Aragaki | Justice Slocum     |
| Chidori Yoshino  | Merit Leighton     |

## Musik
Für Reload komponierte Atsushi Kitajoh Originalstücke neu und ordnete den Original-Soundtrack von Shoji Meguro neu an. Der Rap-Künstler Lotus Juice, der zuvor schon bei verschiedenen Persona-Medien aufgetreten ist, kehrt zurück, um neue Tracks für Reload beizutragen, während die YouTube-Künstlerin Azumi Takahashi als Leadsängerin von Reload fungiert und Yumi Kawamura damit ersetzt.